# ВК Дея спорт
„Дея спорт“ е български волейболен отбор от Бургас, създаден през 2015 г. Финалист за Купата на България през сезон 2022/23. През същия сезон достига до осминафиналите в третия по значимост евротурнир „Купа на претендентите“.

## Успехи
- Носител на Купата на България: 2023/24
- Финалист за Купата на България: 2022/23